# Liste des maires de Montauban
La liste des maires de Montauban présente la liste des maires de la commune française de Montauban, située dans le département de Tarn-et-Garonne en région Occitanie.

## L'hôtel de ville
Précédemment située dans l'actuel musée Ingres, la mairie actuelle est installée dans l'hôtel d'Aliès de Cieurac, un hôtel particulier bâti aux 17e-18e siècles. Modifié au cours du 19e siècle, l'édifice devient le nouvel hôtel de ville en 1909.

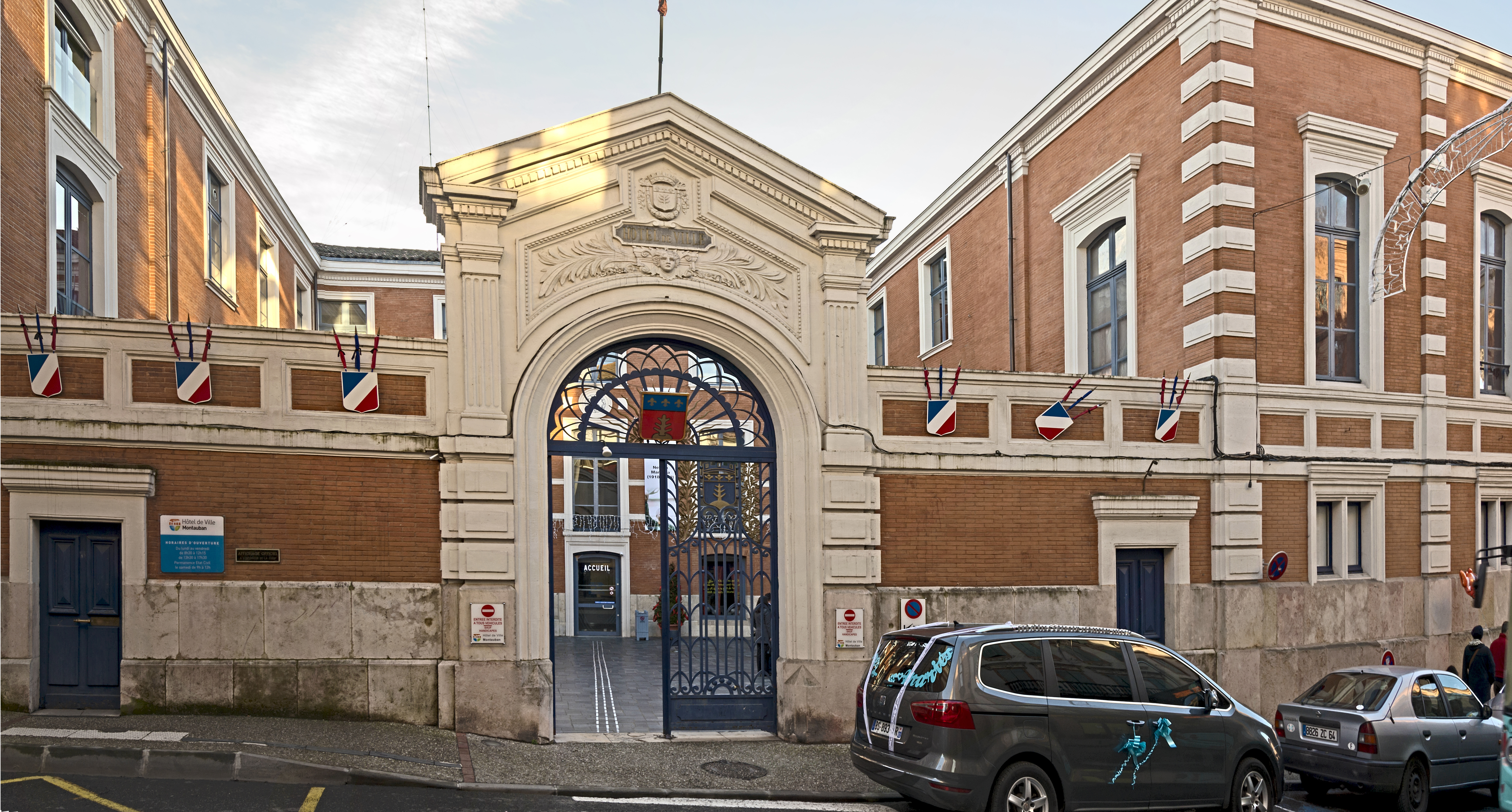
L'hôtel de ville actuel.
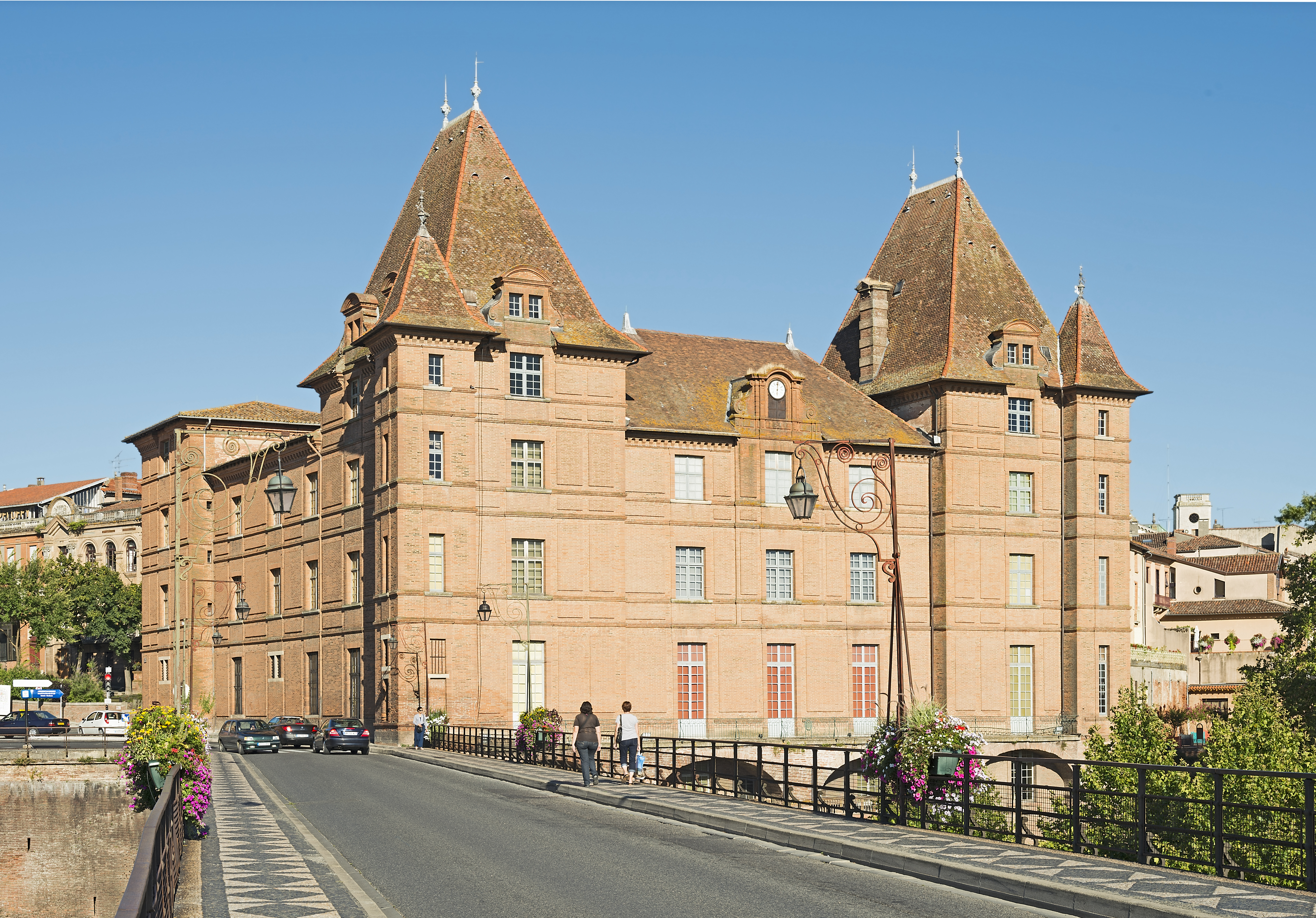
Le musée Ingres, ancien hôtel de ville.

## Liste des maires

### Entre 1787 et 1945
| Période                                  | Période           | Identité                                    | Étiquette          | Qualité |
| ---------------------------------------- | ----------------- | ------------------------------------------- | ------------------ | --- |
| Les données manquantes sont à compléter. |                   |                                             |                    | |
| 1787                                     | 1788              | Bernard Armand Teulières (1736-1798)        |                    | Avocat au Parlement de Toulouse |
| 1789                                     | 1789              | Philippe Duval de Lamothe                   |                    | Capitaine au régiment de Monaco-Infanterie Chevalier de l'Ordre royal et militaire de Saint-Louis |
| 1789                                     | 1790              | M. Belvèze                                  |                    | |
| 1790                                     | 1790              | Pierre-Jacques de Godailles (1735-1794)     | Royaliste          | Chevalier, marquis de Cieurac Propriétaire du château de Cieurac |
| 26 août 1790                             | 20 février 1791   | M. Fournès                                  |                    | Maire provisoire |
| 20 février 1791                          | 24 juin 1791      | M. Cornac                                   |                    | Maire provisoire |
| 24 juin 1791                             | 13 novembre 1791  | M. Ferrand                                  |                    | Maire provisoire |
| 13 novembre 1791                         | 1792              | Marc-Antoine Périès-Labarthe                |                    | Bourgeois |
| 1792                                     |                   | François Bessières                          |                    | Chef de bataillon de la Garde nationale de Montauban |
| Les données manquantes sont à compléter. |                   |                                             |                    | |
| 1796                                     | 1797              | M. Sadous                                   |                    | |
| 1797                                     | 1799              | M. Saint-Géniès aîné                        |                    | |
| 1799                                     | 1800              | Bernard Debia (oncle)                       |                    | |
| 1800                                     |                   | M. Saint-Géniès aîné                        |                    | |
| Les données manquantes sont à compléter. |                   |                                             |                    | |
| 1806                                     | 1811              | Pierre-Joseph Vialètes de Mortarieu         |                    | Baron d'Empire Député de Tarn-et-Garonne (1811 → 1814) |
| 1811                                     | 1813              | Anne Jean Pascal Chrysostome Duc-Lachapelle |                    | Astronome |
| 1813                                     | 1815              | Pierre-Joseph Vialètes de Mortarieu         |                    | Baron d'Empire Député de Tarn-et-Garonne (1814 → 1815) |
| mai 1815                                 | juillet 1815      | François Bessières                          |                    | Général de division Député de Tarn-et-Garonne (1815) |
| juillet 1815                             | 1816              | Pierre-Joseph Vialètes de Mortarieu         |                    | Baron d'Empire Député de Tarn-et-Garonne (1816 → 1822) Président du conseil général (1816 → 1817 et 1818 → 1819)                                                                                      |
| 1816                                     | 1826              | Antoine du Moulinet de Granes               |                    | |
| 1826                                     | 1830              | Vicomte Louis Victor de Gironde (1788-1866) | Royaliste          | Chef de bataillon |
| 1830                                     | 1832              | Antoine Jean François Belvèze               |                    | Maire provisoire |
| 1832                                     | 1833              | Antoine Debia aîné M. Lasvenes M. Gilibert  |                    | |
| 1833                                     | 1837              | Antoine Jaubert                             |                    | |
| 1838                                     | 1848              | Thomas Bernard Ladé                         |                    | |
| 18 mars 1848                             | 25 mars 1848      | François Poux                               |                    | Médecin, maire provisoire Ancien député de Tarn-et-Garonne (1831 → 1832) |
| 25 mars 1848                             | 13 avril 1848     | Félix Antoine Lagravère                     |                    | Maire provisoire |
| 13 avril 1848                            | 4 août 1848       | François Constans-Tournier                  |                    | Avocat, maire provisoire Député de Tarn-et-Garonne (1849 → 1851) Conseiller général de Montauban-Ouest (1833 → 1848)                                                                                  |
| 4 août 1848                              | 14 novembre 1848  | Baron Paul Delbreil de Scorbiac             |                    | Maire provisoire |
| 14 novembre 1848                         | 24 août 1850      | Charles Crosilhes                           |                    | Maire provisoire |
| 24 août 1850                             | 3 janvier 1851    | Baron Paul Delbreil de Scorbiac             |                    | Maire provisoire |
| 3 janvier 1851                           | 22 septembre 1852 | Charles Crosilhes                           |                    | Maire provisoire Élu le 1er mai 1851 |
| 22 septembre 1852                        | 12 juin 1855      | Pierre-Jacques Hachin                       |                    | Ancien colonel |
| 12 juin 1855                             | 1860              | Jules Marc Antoine Chateau                  |                    | Maire provisoire en 1855 |
| 11 août 1860                             | 1871              | Adrien Joseph Prax-Paris                    | Bonapartiste       | Rentier Propriétaire du château de Treilhou à Caussade Député de Tarn-et-Garonne (1869 → 1870 et 1871 → 1902) Conseiller général de Caussade (1861 → 1892) Président du conseil général (1877 → 1880) |
| 13 mai 1871                              | 1874              | Félix Lagravère                             |                    | |
| 28 février 1874                          | 1878              | Isidore Delbreil                            | Droite             | Magistrat Sénateur de Tarn-et-Garonne (1876 → 1882) |
| 11 janvier 1878                          | 1879              | Gustave Garrisson                           | Républicain        | Propriétaire agricole Sénateur de Tarn-et-Garonne (1882 → 1897) Conseiller général de Montauban-Ouest (1877 → 1897) Président du conseil général                                                      |
| 23 novembre 1879                         | 1892              | Alexis Bergis                               | Républicain        | Teinturier Conseiller général de Montauban-Est (1886 → 1892) |
| 1892                                     | 1892              | Armand Landou Capdenic                      |                    | |
| 1892                                     | 22 février 1894   | Émile Grabielle                             |                    | |
| 22 février 1894                          | 17 mai 1896       | Henri Delbreil Fils d'Isidore Delbreil      | Droite Monarchiste | Avocat Zouave pontifical Ancien sénateur de Tarn-et-Garonne (1882 → 1891) Conseiller général de Montauban-Est (1892 → 1904)                                                                           |
| 17 mai 1896                              | 1899              | Alfred Marty                                |                    | |
| 1899                                     | 10 décembre 1919  | Charles Capéran                             |                    | Chef d'entreprise Député de Tarn-et-Garonne (1902 → 1910) Sénateur de Tarn-et-Garonne (1912 → 1920)                                                                                                   |
| 10 décembre 1919                         | 1921              | Victor Grézel                               |                    | |
| 12 mars 1921                             | 15 mai 1925       | Henri Pouche                                |                    | |
| 15 mai 1925                              | 12 mai 1935       | Charles Capéran                             |                    | Chef d'entreprise Député de Tarn-et-Garonne (1902 → 1910) Sénateur de Tarn-et-Garonne (1912 → 1920)                                                                                                   |
| 12 mai 1935                              | 26 février 1941   | Fernand Balès                               |                    | |
| 26 février 1941                          | 2 mai 1944        | Joseph Bourdeau                             |                    | Nommé par le gouvernement de Vichy |
| 2 mai 1944                               | 22 août 1944      | Jean-Paul Mailhé                            |                    | |
| 22 août 1944                             | 10 septembre 1944 | Franck-Maurice Pannetier                    |                    | Directeur des Régies municipales de Montauban Président du Comité local de Libération Maire provisoire                                                                                                |
| 10 septembre 1944                        | 19 mai 1945       | Fernand Balès                               |                    | |

### Depuis 1945
Depuis l'après-guerre, neuf maires se sont succédé à la tête de la commune.
| Période          | Période          | Identité                           | Étiquette       | Qualité |
| ---------------- | ---------------- | ---------------------------------- | --------------- | --- |
| 19 mai 1945      | 26 octobre 1947  | Bernard Ségalas-Talous (1897-1984) | SFIO            | Instituteur |
| 26 octobre 1947  | 9 janvier 1956   | René Gabach                        |                 | Commerçant Démissionnaire |
| 9 janvier 1956   | 30 janvier 1956  | Marie-Rose Gineste (1911-2010)     | MRP             | Secrétaire, maire par intérim Juste parmi les Nations |
| 30 janvier 1956  | 21 mars 1965     | Henri Lacaze                       | MRP             | Inspecteur principal au ministère de la Santé publique Député de Tarn-et-Garonne (1946 → 1958) |
| 21 mars 1965     | 13 mars 1983     | Louis-Jean Delmas                  | SFIO puis PS    | Instituteur Député de Tarn-et-Garonne (1re circ.) (1962 → 1968) Conseiller général de Montauban-Ouest (1963 → 1973) Conseiller général de Montauban-3 (1973 → 1988) Président du conseil général (1982 → 1985) |
| 13 mars 1983     | 20 août 1994     | Hubert Gouze                       | PS              | Professeur d'histoire-géographie Député de Tarn-et-Garonne (1re circ.) (1981 → 1993) Conseiller général de Montauban-2 (1985 → 1988) Décédé en fonction                                                        |
| 2 septembre 1994 | 23 mars 2001     | Roland Garrigues                   | PS              | Gérant d'entreprise Premier adjoint au maire (1983 → 1994) Député de Tarn-et-Garonne (1re circ.) (1997 → 2002) Conseiller général de Montauban-1 (2004 → 2015)                                                 |
| 23 mars 2001     | 11 février 2021  | Brigitte Barèges                   | RPR puis UMP-LR | Avocate Députée de Tarn-et-Garonne (1re circ.) (2002 → 2012) Conseillère départementale de Montauban-3 (2015 → 2021) Présidente du Grand Montauban (2001 → 2021)                                               |
| 25 février 2021  | 22 décembre 2021 | Axel de Labriolle                  | DVD             | Cardiologue Premier adjoint au maire (2020 → 2021) Démissionnaire |
| 22 décembre 2021 | 19 août 2024     | Brigitte Barèges                   | LR puis UDR     | Avocate Députée de Tarn-et-Garonne (1re circ.) (2024 → ) Présidente du Grand Montauban (2021 → 2024) Démissionnaire après son élection comme députée                                                           |
| 19 août 2024     | En cours         | Marie-Claude Berly,                | LR puis UDR     | Ingénieure retraitée Première adjointe au maire (2021 → 2024) Présidente du Grand Montauban (2024 → ) |